# Сельское поселение Старая Рачейка
Сельское поселение Старая Рачейка — муниципальное образование в Сызранском районе Самарской области.
Административный центр — село Старая Рачейка.

## История
До революции в Рачейке было земское училище на 170 ребят, приют-богадельня (с домовой церковью), изба-читальня, по четвергам проводился базар (эта традиция существует до сих пор), а 26 июня, в день Тихвинской иконы Божией Матери собиралась ярмарка.

## Административное устройство
В состав сельского поселения Старая Рачейка входят:
- село Смолькино
- село Старая Рачейка
- посёлок Гремячий
- посёлок Конопляный
- посёлок Ясная Поляна